# Agelena howelli
Agelena howelli es una especie de araña del género Agelena, familia Agelenidae. Fue descrita científicamente por Benoit en 1978.

## Distribución
Esta especie se encuentra en Tanzania.